# Rui Marinho
Rui Carlos Pinheiro Marinho (Belém, 7 de janeiro de 1987) é um atleta de brasileiro dos saltos ornamentais.
Competiu pelo país no Campeonato Mundial de Esportes Aquáticos de 2011 em Xangai, na China, na plataforma de 10 metros, tanto individual, quanto sincronizado.
Participou dos Jogos Pan-Americanos de 2011 em Guadalajara, no México.